# سرفة كنابية

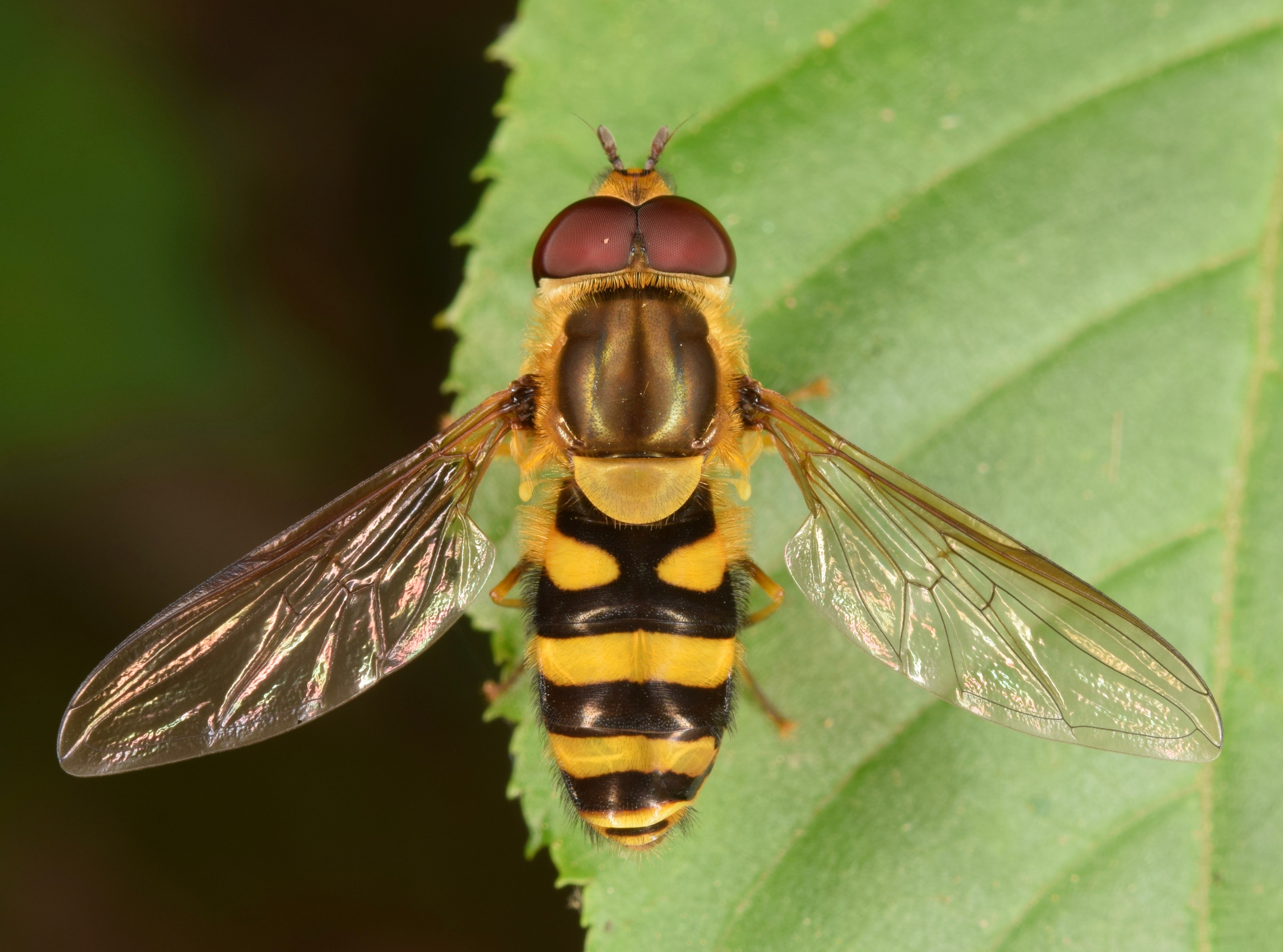
صوره مكبره للحشره

سرفة كنابية (الاسم العلمي:Syrphus knabi) هو نوع من الحشرات يتبع جنس السرفة من الفصيلة السرفات.